# زن دیگر (فیلم ۲۰۱۴)
زن دیگر (به انگلیسی: The other woman) فیلمی کمدی-رمانتیک به کارگردانی نیک کاساوتس است که در ۲۵ آوریل ۲۰۱۴ منتشر شد. بازیگران این فیلم کامرون دیاز، لزلی من، کیت آپتن، نیکولای کاستر-والدو، نیکی میناژ و دان جانسون هستند.

## خلاصه داستان
کارلی پس از این که از متأهل بودن نامزدش با خبر می‌شود، بلافاصله به سراغ همسر او می‌رود و وقتی که وجود یک رابطه دیگر هم محرز می‌شود، این سه زن با هم متحد می‌شوند تا مشترکاً از او انتقام بگیرند...

## بازیگران
| بازیگر              | نقش         | توضیح                       |
| ------------------- | ----------- | --------------------------- |
| کامرون دیاز         | کارلی ویتون | معشوقه مارک                 |
| لزلی من             | کیت کینگ    | همسر مارک                   |
| نیکولای کاستر-والدو | مارک کینگ   | همسر کیت/معشوق کارلی و امبر |
| کیت آپتون           | امبر        | معشوقه مارک                 |
| دان جانسون          | فرانک       | پدر کارلی                   |
| تیلور کینی          | فیل         | برادر کیت                   |
| نیکی میناژ          | لیدیا       | منشی کارلی                  |
| دیوید تورنتون       | نیک         | شریک مارک                   |